# Tomba del Tifone

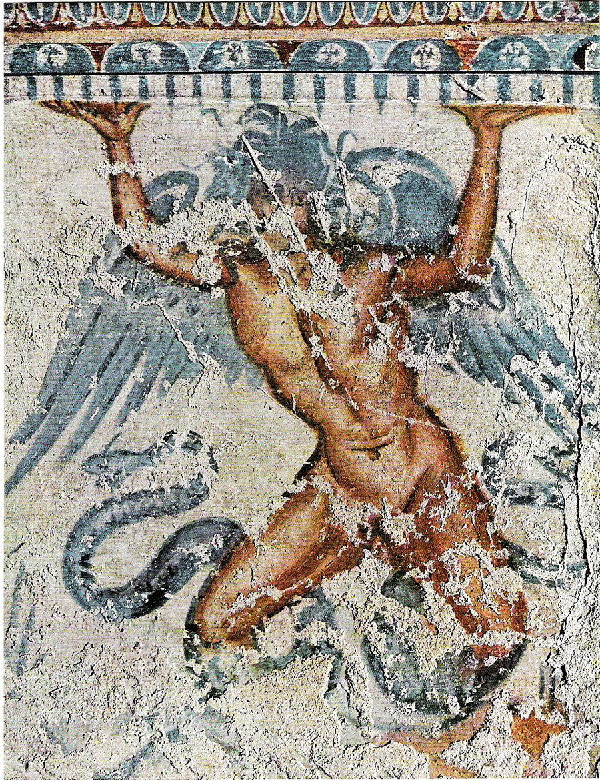
Einer der beiden Typhone, nach denen das Grab benannt ist

Die Tomba del Tifone (Grab des Typhon) wurde im Jahr 1832 in der etruskischen Monterozzi-Nekropole in Tarquinia entdeckt. Das Grab datiert an die Wende vom zweiten zum ersten vorchristlichen Jahrhundert. Es hat seinen modernen Namen von den Bildern zweier Typhone, die auf einem Pfeiler in der Mitte des Grabes dargestellt sind.
Die Grabanlage besteht aus einer Treppe, die in die Grabkammer hinunter führt. Die Decke der Grabkammer (12,90 m × 9,70 m × 1,9 Meter) ist flach und wird in der Mitte von einem Pfeiler gestützt. An den Wänden entlang befinden sich drei Stufen. Auf der untersten stehen noch heute Sarkophage, in denen die Verstorbenen bestattet worden sind. Nach Inschriften ist hier die Familie Pumpu bestattet worden.
Die Malereien im Grab schmücken die Decke, wo sich ein Kassettenmuster in Rot befindet. An den Wänden verläuft kurz unterhalb der Decke ein Zierfries. Er besteht aus Delfinen auf Wellen, pflanzlichen Motiven sowie einem Zahnschnitt. Auf der rechten Wand ist ein Leichenzug wiedergegeben. Der Pfeiler in der Mitte des Saales zeigt auf der Vorderseite eine Inschrift, auf den beiden Seiten sind Typhone aufgemalt, während sich auf der Rückseite das Bild einer Lasa (ein weiblicher Genius) befindet.
Bei der Tomba del Tifone handelt es sich um eines der letzten ausgemalten Gräber in Tarquinia, womit eine jahrhundertealte Tradition bemalter Grabanlagen in Etrurien endet.